# Lungs
Pour l'album de Florence and the Machine, voir Lungs (album).
Pour les articles homonymes, voir Lung.
Albums de Big Black
Bulldozer
(1983)
Lungs est le premier disque du groupe de post-hardcore/noise rock Big Black. Sorti en décembre 1982 sur un petit label de Chicago, Ruthless Records, l'album est réédité en 1992 par Touch and Go.
L'album est enregistré par Steve Albini, seul, au cours de ses vacances de printemps dans sa chambre d'étudiant à l'Université Northwestern sur un magnétophone 4 pistes loué contre un pack de bière. Albini joue de tous les instruments sur le disque, sauf quelques rares passages de saxophone ; la batterie est en fait assurée par une boîte à rythmes, une Roland TR-606 créditée sous le nom de « Roland ».
Il s'agit probablement de l'enregistrement le moins élaboré d'Albini, mais il contient déjà les ingrédients qui feront toute la singularité du groupe : un son froid et minimaliste et des paroles cyniques dénonçant la bêtise et la sauvagerie humaine, sur un fond de récession économique.
Lungs figure dans la compilation The Hammer Party sortie en 1986. D'après les notes figurant sur le livret de celle-ci, l'édition originale de Lungs incluait des bonus hétéroclites et saugrenus comme des préservatifs, des factures, des billets de concert, des pansements sanguinolents, des lames de rasoir... etc.

## Liste des titres
1. Steelworker – 4:15
2. Live in a Hole – 3:01
3. Dead Billy – 3:28
4. I Can Be Killed – 4:28
5. Crack – 3:55
6. RIP - 2:21